# 邱慶成
邱慶成（1933年7月20日—1977年3月22日），是一位世居臺灣臺東紅葉部落的布農族體育教師兼棒球教練。他是使得紅葉少棒隊廣為人所知的重要推手之一。

## 生平
1934年，邱慶成出生於日治臺灣臺東廳紅葉部落（該部落全由布農族人組成）。
畢業於臺東中學簡易師範科後，他在1960年（民國49年）被分發到紅葉國小任體育教師。1963年，該校校長林珠鵬和多位教師等因發現學生的過人耐力與運動潛能，決定成立少棒隊，並聘古義為首任教練；1964年，該隊在第二屆臺東縣長杯比賽中獲得冠軍。在這過程中，他深受古義影響。1965年，古義調任鄉公所，改由他接任棒球隊教練。
由於並非棒球球員出身，他在接任教練後開始將生活大部分的心力投注於訓練球隊，不論平假日、早晨或黃昏，甚至寒、暑假期；同時，其妻在家庭中負責代其角色，更協助供應球隊伙食。在他非常密集的操練下，該隊獲得多座全國性比賽冠、亞軍獎座，並最終得以代表全國與日本少年棒球明星隊競賽。但是，他曾在一次帶隊參加比賽返鄉後，才得知自己一位子女已經病逝；此後，他共有三名幼年子女因疏於照顧而病逝。
1968年（民國57年），他帶領該隊代表全國與號稱世界冠軍的日本和歌山少棒聯盟比賽，最終以懸殊比數獲勝，因而引起廣大注意，並在臺灣地區掀起少棒運動風潮。
後來，由於穩定校隊比賽成績及球員不足等因素，他招募已畢業球員再次加入隊中，並再度在賽事中大獲勝利；但是，「冒名頂替」的事件隨後爆發，他也因而遭咎責並判以一年刑期。
此後，他因大受打擊而開始酗酒，並在一場車禍中因傷及腦部而過世。其妻亦在其過世後因悲傷過度而開始酗酒，並在不久後過世，留下幼年子女。

## 紀念

### 建物
- 紅葉少棒紀念館紀念碑[2]

## 外部連結
- 邱慶成- 台灣棒球維基館 （页面存档备份，存于）

### 新聞報導
- 紅葉揭開少棒史溯源難忘邱教練-台灣棒球運動珍貴新聞檔案數位資料館 （页面存档备份，存于）